# 智照院 (岐阜市)
智照院（ちしょういん）は岐阜県岐阜市岩田西にある白衣観音を本尊とする曹洞宗の寺院で、山号は普門山。美濃新四国72番札所、ぎふ七福神恵比寿天札所。
正徳元年（1711年）に矢島孫治郎の娘、智照元明尼が智照庵として開いた。元文4年（1739年）に智照元明尼が示寂すると、伊勢松阪朝見薬師寺の誓道が入寺した。さらに幕末となり、道隠が再興を果たしている。平成24年（2012年）に岐阜七福神の霊場巡りが開場すると恵比寿天の札所となっている。
境内には本尊の他に前述の恵比寿天の他、延命地蔵が祀られている。また、岐阜市の史跡に指定されている7世紀の智照院古墳が墓域にある。

## 文化財
- 智照院古墳　岐阜市指定史跡